# Miloš Večeřa
Miloš Večeřa (* 1949 Velké Kunětice) je právník a vysokoškolský pedagog, zabývající se zejména teorií práva, právní filozofií a sociologií. Je vedoucím katedry právní teorie Právnické fakulty Masarykovy univerzity a také místopředsedou Českého sdružení pro právní a sociální filosofii.

## Život
V roce 1972 absolvoval Filosofickou a v roce 1977 Právnickou fakultu Masarykovy univerzity (tehdejší Universita Jana Evangelisty Purkyně v Brně), v roce 1993 získal vědeckou hodnost kandidáta věd v oboru sociologie, v roce 1997 se habilitoval v oboru teorie práva a roku 2005 byl jmenován profesorem v oboru teorie, filozofie a sociologie práva. Až do roku 1990 působil jako podnikový právník, poté se jako odborný asistent vrátil na vysokoškolskou půdu a od roku 1995 vede katedru právní teorie na Právnické fakultě MU. Už od roku 1994 je také asistentem ústavních soudkyň Evy Zarembové a Michaely Židlické.